# Andreas Hölzl
Andreas „Andi“ Hölzl (* 16. März 1985 in Kitzbühel) ist ein ehemaliger österreichischer Fußballspieler auf der Position eines Mittelfeldspielers, der seit seinem Karriereende 2019 als Fußballtrainer tätig ist.

## Karriere
Andreas Hölzl begann seine Karriere als Fußballspieler noch in jungen Jahren, als er in Brixen im Thale aufwuchs und auf dem elterlichen Grundstück zusammen mit seinem Bruder Christian Fußball spielte. Laut Angaben des SV Brixen begann er mit fünf Jahren seine Vereinskarriere und durchlief sämtliche Nachwuchsspielklassen, bevor er Anfang der 2000er Jahre über den Kooperationsverein FC Kufstein zum FC Wacker Tirol gelotst wurde. Als Spieler des BNZ Tirol schaffte er rasch den Sprung zur zweiten Mannschaft des FC Wacker Tirol und debütierte 2003 in der ersten Mannschaft.
In seiner ersten Saison wurde er mit dem FC Wacker Tirol Meister in der Ersten Liga und stieg in die Bundesliga auf. Zur Saison 2004/05 wurde er zunächst an den SV Wörgl ausgeliehen, kehrte allerdings noch im Laufe der Saison zum FC Wacker Tirol zurück und kam zu zwölf Einsätzen. Sein Debüt in der österreichischen Bundesliga gab er am 25. September 2004 im Spiel gegen die Admira; das Spiel ging 0:2 verloren und Hölzl wurde in der 74. Minute gegen Olushola Aganun ausgewechselt.
In der folgenden Saison hatte er einen Stammplatz in der Offensive des FC Wacker Tirol und entging mit dem Verein nur knapp dem Abstieg. In dieser Saison erzielte er sein erstes Bundesligator mit dem Treffer zum 4:0-Endstand am 8. Dezember 2005. Hölzl, der schon für die U-21-Nationalmannschaft Österreichs zu Einsätzen gekommen war, wurde bei seiner Zeit in Tirol erstmals für das Viernationenturnier 2006 in der Schweiz in den Kader der österreichischen Nationalmannschaft berufen, kam aber zu keinem Einsatz.
Nachdem der FC Wacker Innsbruck aus der Bundesliga abgestiegen war, wechselte Hölzl 2008/09 zum SK Sturm Graz. Bei Sturm Graz wurde er schnell zum Stammspieler und kam schließlich unter Teamchef Karel Brückner am 11. Oktober 2008 bei einem 1:1 im Auswärtsspiel gegen die Färöer in der WM-Qualifikation 2010 zu seinem Länderspieldebüt. Am 19. November 2008 erzielte er bei seinem zweiten Länderspieleinsatz und dem ersten von Beginn an im freundschaftlichen Länderspiel gegen die Türkei die Tore zum 1:0 und 2:3 (Endergebnis 2:4). 
Am 11. Dezember 2009 verlängerte Hölzl seinen Vertrag mit Sturm Graz bis zum Jahre 2012. Am 25. Mai 2011 wurde er mit Sturm Graz österreichischer Meister. Im entscheidenden Spiel gegen Wacker Innsbruck erzielte er den Führungstreffer.
Zur Saison 2014/15 wechselte er zurück zum FC Wacker Innsbruck.
Zur Saison 2017/18 wechselte er zum Regionalligisten FC Kitzbühel. Dort kam er noch bis zur Saison 2018/19 zum Einsatz und hinterlegte in weiterer Folge seinen Spielerpass bei seinem einstigen Ausbildungsverein SV Brixen, für den er jedoch nicht mehr eingesetzt wurde. Stattdessen übernahm er den Verein im Sommer 2019 als Trainer und tritt heute (Stand: April 2025) noch immer als solcher in Erscheinung. Bereits davor hatte er in der Saison 2015/16 die U-15-Mannschaft des FC Wacker Innsbruck als Co-Trainer betreut und ist seit Sommer 2017 im Besitz der UEFA-B-Lizenz.

## Erfolge
- Österreichischer Fußball-Meister 2010/11 mit dem SK Sturm Graz
- Österreichischer Cup-Sieger 2009/10 mit dem SK Sturm Graz
- Meister der Ersten Liga 2003/04 mit dem FC Wacker Tirol